# Comuna Vilne, Sînelnîkove
Vilne (în ucraineană Вільне) este o comună în raionul Sînelnîkove, regiunea Dnipropetrovsk, Ucraina, formată din satele Novooleksiivka și Vilne (reședința).

## Demografie
Componența lingvistică a satului Vilne
     Ucraineană (89,66%)
     Rusă (6,41%)
     Română (1,31%)
Conform recensământului din 2001, majoritatea populației satului Vilne era vorbitoare de ucraineană (89,66%), existând în minoritate și vorbitori de rusă (6,41%), armeană (2,62%) și română (1,31%).